# Fljótsdalshérað

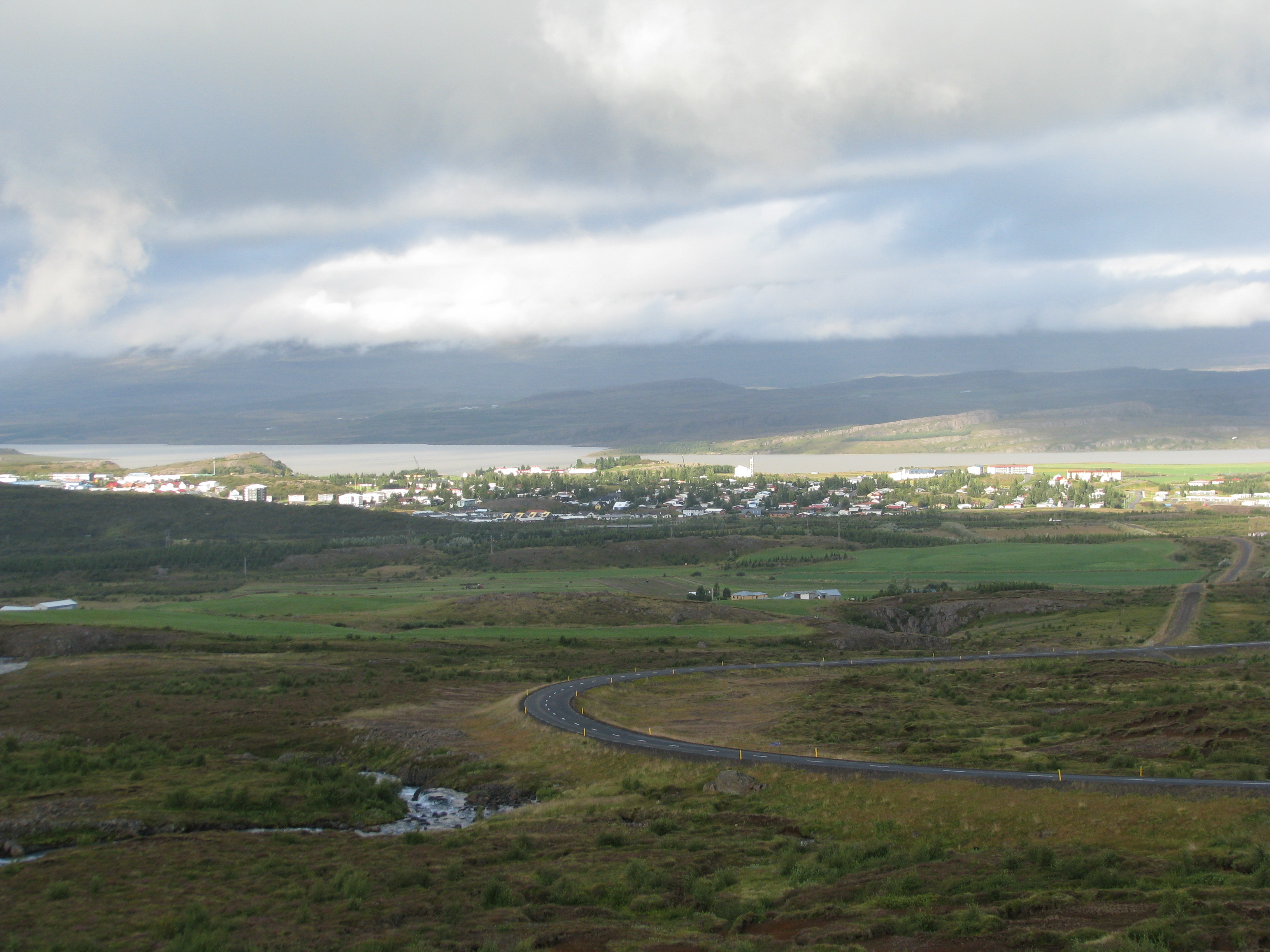
A cidade de Egilsstaðir no município de Fljótsdalshérað

Fljótsdalshérað é o maior município da Islândia, localizado no leste da ilha, com a cidade de Egilsstaðir como sede de município.
No censo nacional em 2009 o município tinha 3 695 habitantes, distribuídos por 8884 km ².

Possui a maior reserva florestal do país e grande número de renas.

A temperatura média anual ronda os 4,0 °C. Julho é o mês mais quente, e janeiro o mais frio, com a maior precipitação e queda de neve de todo o ano.

## História
O Município de Fljótsdalshérað foi fundado em 1 de novembro de 2004 através da fusão de três comunidades, duas das quais já eram formadas no início da década de 1990.